# 希利安达里乌修道院
希利安达里乌修道院 (發音：[xilǎndaːr]；英语：Hilandar Monastery)是希腊阿索斯山的一个塞尔维亚正教会修道院，由塞尔维亚正教会首任大主教圣萨瓦和他的父亲、放弃王位出家修道的尼曼雅王朝首任大茹潘斯特凡·尼曼雅一世（西緬修士）创建于1198年。该修道院代表塞尔维亚宗教和世俗文化的焦点，以及“塞尔维亚第一所大学”。 它在阿索斯山的20座修道院中排名第四位。

该修道院内约45名修士。

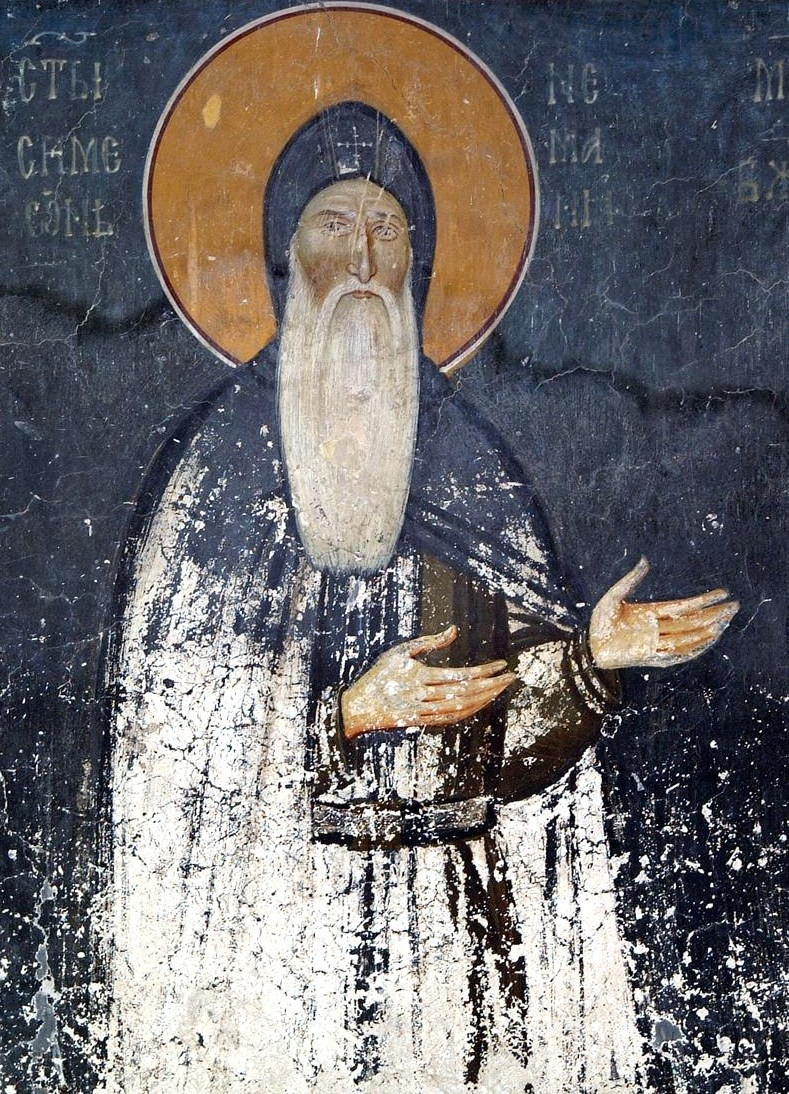
圣西緬
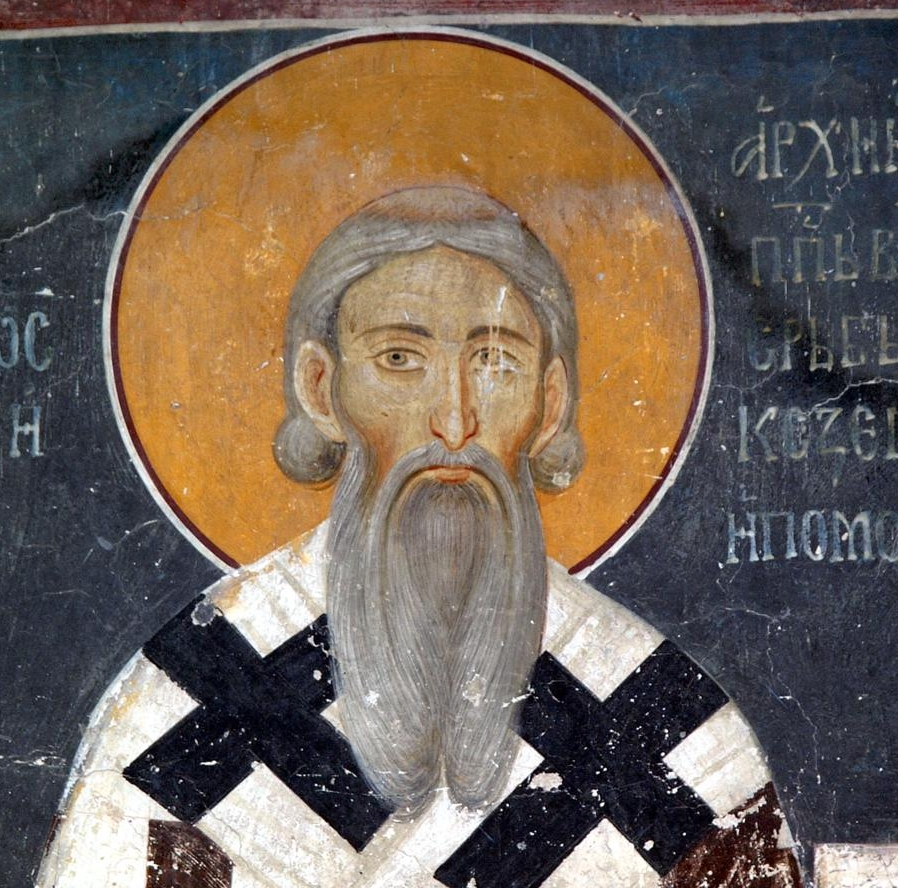
圣萨瓦
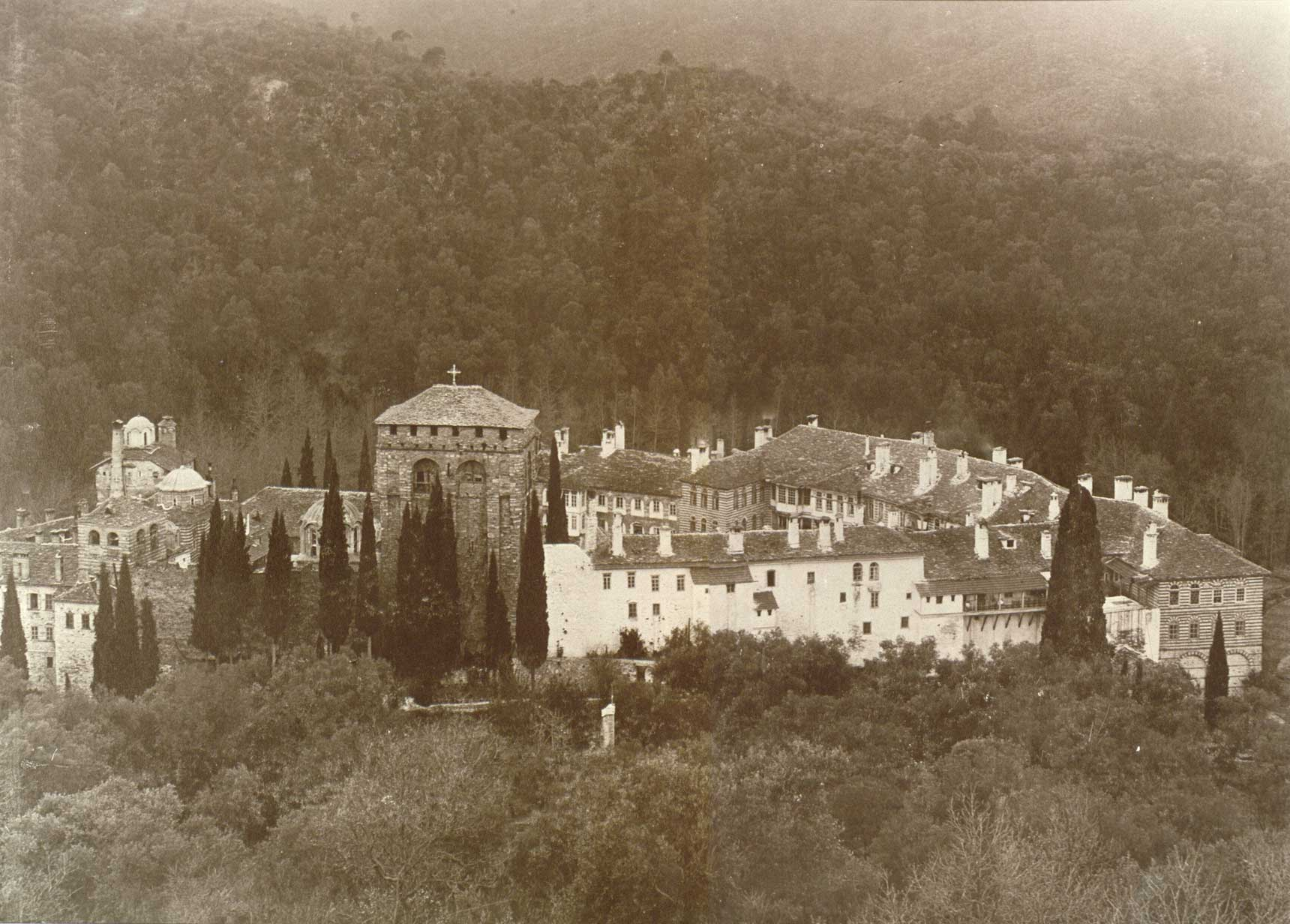
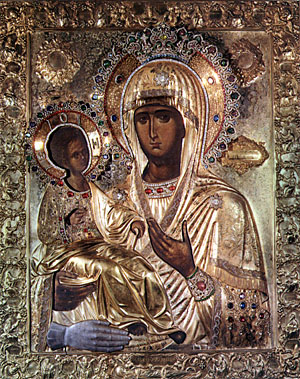